# Stephan Christoph Harpprecht von Harpprechtstein
Stephan Christoph Harpprecht von Harpprechtstein (* 12. Juni 1676 in Sindelfingen; † 11. Januar 1735 in Wien) war ein deutscher Rechtswissenschaftler.

## Leben
Stephan Christoph Harpprecht (ab 1717: von Harpprechtstein) wurde am 12. Juni 1676 in Sindelfingen geboren; er wuchs ab 1682 in Lustnau (nahe Tübingen) auf, von wo aus sein Vater Johann Christoph Harpprecht den Kirchengutsbesitz Bebenhausen als Vogt verwaltete.
Zum Studium der Rechtswissenschaften bezog Harpprecht zunächst die Universität Tübingen; später wechselte er an die Universität Halle, wo er 1697 zum Doktor der Rechtswissenschaften promoviert wurde.
1702 wurde er zum außerordentlichen Professor an der Universität Tübingen ernannt, ab 1705 mit Besoldung. 1709 wurde er ordentlicher Professor an der Juristenfakultät. Tatsächlich unterrichtet hat er dort aber nur in den Jahren von 1711 bis 1714.
Von 1701 bis 1708 wirkte Harpprecht als hohenzollern-hechingischer Hofrat. In Stuttgart wurde er 1709 Regierungsrat und Kammerprokurator, geriet mit seiner Fiskalpolitik jedoch zwischen die Mühlen unterschiedlicher Interessen und wurde 1711 von Herzog Eberhard Ludwig wieder entlassen und – trotz Widerstrebens der Universität – auf seine Tübinger Professur verwiesen.
Aus einer bald nach Harpprechts Entlassung angeordneten Untersuchung seiner Amtsführung entwickelte sich ein zwei Jahrzehnte andauerndes kompliziertes Verfahren. Seit 1713 wurde es von der neu geschaffenen General-Land-Visitation geführt, zunächst gegen Harpprechts Vater hinsichtlich dessen Amtsführung als Vogt, dann auch gegen den den Vater verteidigenden Sohn. Hohe Schadensersatzforderungen wurden gestellt und Vermögenskonfiskationen angedroht, zum Teil auch vorgenommen. Beide Harpprechts fühlten sich zu Unrecht verfolgt und flohen im März 1714 ins damals vorderösterreichische Rottenburg, wo der von dem Verfahren zermürbte Vater kurz darauf starb.
Von Rottenburg aus führte Harpprecht Vergleichsverhandlungen und richtete zudem ein Hilfsgesuch an den Kaiser in Wien mit Einschaltung des Reichshofrats. Wenig später begab sich Harpprecht selbst ins Wiener Exil, wo er die folgenden acht Jahre verbrachte.
Während die Verfahren in wechselnder Intensität weiterliefen (und erst im Jahre 1732 durch Vergleich beendigt wurden), fand Harpprecht in Wien Anerkennung und neue Aufgaben: 1716 wurde er liechtensteinischer Hofrat, 1717 von Kaiser Karl VI. in den erblichen Adelsstand erhoben. Im selben Jahr wurde er zum fürstlich Mansfeldischen Kanzler ernannt, 1718 zum kaiserlichen Rat. Mit dem Tode von Fürst Anton Florian im Jahre 1721 war Harpprechts liechtensteinisches Engagement jedoch beendet.
Neue Anstellungen fand Harpprecht nun zunächst im Norden als fürstlicher Justizrat für Holstein und 1722 bis 1728 als Professor an der Universität Kiel. Nach einer kurzen Verbindung mit dem Haus Sayn-Wittgenstein ging Harpprecht 1728 – neben weiteren Beratungstätigkeiten – eine Verpflichtung als niederrheinischer Reichsritterschaftsrat ein. 1730 wurde er geheimer Rat des (späteren) sächsischen Herzogs Anton Ulrich. Zuletzt fungierte er als liechtensteinischer Geheimrat in Wien, wo er am 11. Januar 1735 verstarb.

## Familie
Er war seit 1698 mit Dorothea Widt (* 28. Februar 1680 in Landau in der Pfalz; † 5. Januar 1756 in Eßlingen) verheiratet, Tochter des Oberrats Friedrich Jakob Widt.  Der Ehe entstammten die Juristen Johann Andreas (1706–1771) und Johann Friedrich Harpprecht (1710–1761), außerdem hatte er die Töchter Catharina Dorothea (1703–1747), vermählt mit dem Generalleutnant Abel Friedrich von Tettau (1688–1761), und Johanna Elisabeth (1723–1781), verehelicht mit dem Oberst Johann Friedrich Herwarth von Bittenfeld (1696–1757). Sein Sohn Johann Andreas (* 30. November 1706; † 7. August 1771) wurde von 1760 bis 1771 Bürgermeister von Eßlingen.

## Werke
- Gründlicher Bericht was es mit des Heil. Röm. Reichs Chur-Fürsten und Stände Post- und Bottenwesen insonderheit in dem löblichen Hertzogthum Würtemberg von Maximilian 1mi biss auf gegenwärtige Zeit vor eine eigentliche Beschaffenheit gehabt und noch habe (1710)
- Non usus modernus speculi suevici et praesertim juris feudalis Alemaniae in terris vicariatus suev.-franc-palat. (Kiel 1723)
- Sacri Romani Imperii liberae et immediatae nobilitatis prae civitatibus imperialibus jus sessionis (Hamburg/Leipzig 1727)
- De Sacri Romani Imperii liberae et immediatae nobilitatis jure status imperialis et superioritatis territorialis, Verfasser: Stephan Christoph Harpprecht zu Harpprechtstein, Johannes Andreas Harpprecht, Kiel, Univ. Diss., 1727, Kilonii, Kiel 1727.